# Chris Tomlin

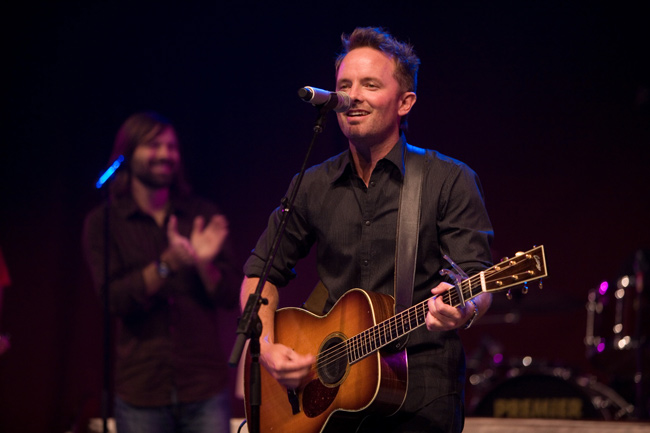
Tomlin in 2009

Christopher Dwayne Tomlin (4 mei 1972) is een Amerikaanse christelijke muzikant en aanbiddingsleider. Hij is betrokken geweest bij veel Passion-evenementen in de Verenigde Staten. Hij is schrijver van nummers als "How Great Is Our God", "Forever", "Indescribable", "Famous One", "Your Grace is Enough", "Holy Is The Lord" en "Let God arise". Zijn liederen worden over de hele wereld in kerkdiensten gebruikt.
Ook in het Nederlands zijn zijn liederen terug te vinden in de muziek van 'Opwekking': "How great is our God" is "De Koning in Zijn pracht" (nummer 661). Diverse van zijn hits zijn verschenen in de compilatie-cd WOW Hits.
In 2007 trad Chris Tomlin voor het eerst op in Nederland op de EO-Jongerendag in het voetbalstadion GelreDome, Arnhem. Op 17 augustus 2007 gaf Chris Tomlin een concert op het Flevo Festival. Op dinsdag 28 mei 2024 heeft Chris Tomlin een aanbiddingsconcert gegeven in  Ahoy Rotterdam. 

## De bandleden
- Chris Tomlin
- Daniel Carson
- Travis Nunn
- Jesse Reeves
- Matt Gilder

## Discografie
- The Noise We Make (2001)
- Not To Us (2002)
- Arriving (2004)
- Live From Austin Music Hall (2005)
- See The Morning (2006)
- The Early Years (2006)
- Hello Love (2008)
- Glory in the Highest (2009)
- And if our God is for us (2010)
- How great is our God: The Essential Collection (2011)
- Burning Lights (2012)
- Love Ran Red (2014)
- Adore: Christmas Songs Of Worship (2015)